# Nubia Technology
Nubia Technology Co., Ltd. (chiń. 努比亚技术有限公司) – chińskie przedsiębiorstwo elektroniczne, zajmujące się przede wszystkim produkcją urządzeń mobilnych, z siedzibą w Shenzhen (prowincja Guangdong).
Przedsiębiorstwo zostało założone w 2012 roku jako część ZTE; w 2015 roku Nubia stała się niezależną marką. Nubia tworzy w dużej mierze smartfony z wyższego segmentu cenowego, mające się wyróżniać innowacyjnością. Pod marką RedMagic są oferowane m.in. smartfony gamingowe.
Poza telefonami komórkowymi przedsiębiorstwo wprowadziło na rynek m.in. tablety, laptopy i monitory gamingowe, urządzenia ubieralne, urządzenia peryferyjne i akcesoria mobilne (mysze i klawiatury, słuchawki, powerbanki i ładowarki), a także routery.